# Дяченко Анатолій Давидович
Дяченко Анатолій Давидович (нар. 3 серпня 1939, м. Красний Лиман Сталінської області (нині — Лиман Донецької області) — пом. 23 березня 2017, м. Кременчук Полтавської області) — український графік, живописець та педагог. Член Національної спілки художників України (1985). Роботи зберігаються у Кременчуцькому краєзнавчому музеї, Літературно-меморіальному музеї Івана Котляревського.

## Життєпис
Анатолій Дяченко народився 3 серпня 1939 в місті Красний Лиман Сталінської області (нині — Лиман Донецької області). У 1940 році переїжджає з батьками в Кременчук. У 8-му класі познайомився з місцевим художником Харитоном Іларіоновичем Миргородським, який дав важливі уроки мистецтва та надав можливість користуватися альбомами репродукцій з власної книгозбірні. Тоді ж подружився з Іваном Григоровичем Аполлоновим, який навчався в Кременчуцькому художньому ремісничому училищі.
В 1957 році закінчив Кременчуцьку середню школу № 14. У 1957—1958 роках працював столяром Кременчуцького деревообробного комбінату, у 1958—1961 — художником-оформлювачем Кременчуцького державного шкірзаводу № 13.
У 1961—1963 роках навчався у Харківській школі торгового учнівства на декоратора торгового підприємства. У 1963—1965 роках працює художником-декоратором Кременчуцького міськпромторгу, у 1965—1969 роках — художником Кременчуцького будинку торгівлі, у 1969—1970 роках — художником Кременчуцької майстерні Полтавського художньо-виробничого комбінату Худфонду УРСР.
У 1970—1975 роках навчався у Харківському художньо-промисловому інституті (викладачі: Олександр Мартинець, Володимир Ненадо, Сергій Солодовник, А. Щербак).
Закінчивши навчання, повернувся до Кременчука й продовжив роботу художником-графіком у Кременчуцькому цеху Полтавського художньо-виробничого комбінату (1975—1992), де довелося виконувати не творчу, а сервілістичну мистецько-оформлювальну роботу. Під час поїздок у Київ знайомиться з відомими українськими графіками Валентином Литвиненком, Олександром Данченком, Василем Лопатою, Тимофієм Лящуком, Андрієм Чебикіним. Наприкінці 1970-х років їздив до Будинку творчості в Седневі на Чернігівщині.
Разом з Василем Лопатою Анатолій Дяченко багато мандрував по містах і селах Полтавщини, де художники малювали й фотографували неповторні краєвиди та пам'ятки Гадяцького, Козельщинського, Кременчуцького, Лохвицького, Миргородського, Решетилівського, Шишацького районів. Відвідували художники місця, пов'язані з іменами Гоголя, Сковороди, Котляревського, Шевченка, могилу математика Михайла Остроградського та художника Івана Дряпаченка.
У 1985 році став членом Спілки художників УРСР.
З 1992 по 2011 викладав у Кременчуцькій дитячій художній школі.
У 2007 році Анатолій Дяченко став ініціатором зведення пам'ятника на могилі Івана Дряпаченка в селі Василівка Козельщинського району.
У 2009 році став лауреатом Премії імені Опанаса Сластіона від Полтавської обласної організації Національної спілки художників України.
З 2011 року — доцент Кременчуцького університету економіки, інформаційних технологій та управління.
Був одружений, мав сина та дочку.
Помер Анатолій Дяченко 23 березня 2017 року в Кременчуці. Похований на Староревівському цвинтарі.

## Творчість
У творчості Анатолія Дяченка переважають роботи у графічних техніках ліногравюри, офорту й акватинти. Основна тематика робіт — краєвиди та ілюстрації до творів української літератури.
Творчій шлях Анатолія Дяченка включає два періоди: перший припадає на радянську добу, другий — на роки незалежності.
Творчість першого періоду розвивалася у двох річищах: з одного боку — формальні композиції із сув'яззю промислових труб, просторами цехів та маленькими фігурами робітників, що символізували промисловий Кременчук (серія «Індустріальний Кременчук»); а з другого — ліричні та лагідні краєвиди України. У цей же період художник створив дві ілюстрації до повісті Миколи Гоголя «Ніч перед Різдвом»: «Пацюк» та «Чуб із кумом» (1983—1985).
На початку 1990-х років Анатолій Дяченко полишає роботу в Кременчуцькій майстерні та починає викладацьку діяльність у Кременчуцькій дитячій художній школі, а з 2011 року — у Кременчуцькому університеті економіки, інформаційних технологій та управління. У цей період змінюються й мистецькі орієнтири художника: він починає віддавати перевагу малярським роботам, а з 2012 року активно працює над ілюструванням «Енеїди» Івана Котляревського, намагаючись створити цикл, наближений до автентичності української душі, використовуючи прадавні традиційні візерунки Полтавщини. Але цей цикл залишився незавершеним через смерть художника.

## Участь у виставках
Учасник виставок з 1963 року.

### Персональні виставки
- Кременчук (1989, 1999, 2009, 2018[1])
- Полтава (2010)

### Колективні виставки
- Кременчук (1963)
- Полтава (1969, 1976)
- Київ (1977)
- Велико Тирново (1982)
- Кошалін (1984)
- Санкт-Петербург (2012)